# Дворана Јазине
Дворана Јазине је вишенаменска спортска дворана у Задру, Хрватска. Дворану за своје домаће утакмице користи друголигаш КК Соник-Пунтамика. До маја 2008. користио ју је КК Задар, који се тада преселио у нову дворану Крешимир Ћосић на Вишњику. 
Капацитет дворане је око 3.000 седећих места, али се дешавало да на већим утакмицама буде и до 7.000 гледалаца.

## Историја
Све до шездесетих година 20. века кошарка се у Задру играла на отвореном, на месту данашње дворане Јазине. Ипак средином шездесетих година 20. века Кошаркашки савез Југославије је донео одлуку да сви прволигаши морају имати дворану у свом граду или ће играти утакмице на страни, те је 1967. почела изградња нове дворане, а већ крајем године је имала темељне обрисе. Градња је трајала 70 дана, а званично отварање је било 19. фебруара 1968. године прволигашком утакмицом Задра и ОКК Београда. Први кош у Јазинама постигао је Миљенко Валчић и то на асистенцију Крешимира Ћосића, Задар је ту утакмицу на крају добио резултатом 86:52, а исте сезоне је освојена и титула првака.
Дворана је свој први семафор добила месец и по дана након отварања, и то тек кад је Задар за противника у полуфиналу Купа европских шампиона за сезону 1967/68. добио Реал Мадрид, па је на инсистирање шпанског клуба постављен семафор који је коштао тада великих 4 милиона динара. За реванш меч одигран 4. априла 1968. године урађен је први спортски телевизијски пренос из Задра.
У Задру је 2004. почела изградња нове дворане на Вишњику, која је довршена 2008. године, када и КК Задар напустио Јазине и прешао у нову дворану.